# エンターブレインえんため大賞
エンターブレインえんため大賞（えんたーぶれいんえんためたいしょう）は、KADOKAWAの社内ブランド・エンターブレインが主催し、学校法人東放学園が後援・協賛する小説と漫画を対象とする賞。
創設時はアスキー（現KADOKAWA/アスキー・メディアワークス）の主催でファミ通エンタテインメント大賞という名称であったが第3回（2001年）以降はエンターブレインの主催となり、第4回（2002年）より現行の名称に変更された。
それまで続いていた部門の改名や、年によって新設される部門もあった。

## 部門
かつて創設されていた部門
- コミック部門 改め コミックグランプリ[1]
- イラスト部門
- ドラマ企画書部門
- ガールズコミック部門
- BLコミック部門
- コミカライズ部門
- ボーカロイド楽曲部門
- ゲーム実況部門
- ゲームエッセイ部門
- 自作ゲーム部門
- ガールズノベルズ部門 改め ライトノベルビーズログ文庫部門[2]
- ライトノベルビーズログ文庫アリス部門[2]
- 小説部門 改め ライトノベルファミ通文庫部門[3]
- Gzブレイン ゲーム小説コンテスト部門
- ｅロマンスロイヤル大賞（「小説家になろう」のムーンライトノベルスとのコラボ）
- えんため大賞×RPGアツマールPRESENTS えんため大賞 自作ゲームの部 改め えんため大賞×RPGアツマール 自作ゲームコンテスト